# 拉萨烈士陵园
拉萨烈士陵园位于中国西藏自治区拉萨市金珠中路金农巷4号旁，是拉萨市的市级烈士陵园。该陵园始建于1955年，于1991年得到重修。

## 建筑
该烈士陵园正门上方用汉文和藏文书写着“拉萨烈士陵园”，大门两旁有摘录自毛泽东《到韶山》一诗中的两句：“为有牺牲多壮志，敢教日月换新天。”该陵园内有广场、纪念碑、纪念馆、烈士亭、陵寝、照壁等，照壁上刻有在此安息的烈士名录。
- 烈士亭：亭内有毛泽东书写的“永垂不朽”四个大字。
- 双峰纪念碑：碑上用汉文和藏文写有“革命烈士永垂不朽”。
- 拉萨烈士陵园纪念馆：于2009年9月建成，但因未能征集到烈士遗物而迟迟未开馆。[2][3]
- 烈士纪念亭：位于纪念碑所在平台东西两侧，亭内石碑上分别用汉文和藏文刻有“浩气长存”、“光照千秋”的鎏金大字。
- 孔繁森同志之墓：墓前两座石碑分别刻有中共中央总书记江泽民和中华人民共和国国务院总理李鹏的题词。

该陵园分为四个区：
- 烈士墓区：位于烈士亭正南。安葬烈士，主要为1958年12月至1959年4月间在山南地区和拉萨市平叛过程中牺牲的中国人民解放军烈士。此外还有在西藏建设工作中遇难牺牲的登山运动员、地质勘探员、筑路工人等。
- 领导干部墓区：位于烈士亭西北。安葬夏辅仁、洛桑慈诚等领导干部。
- 一般人员墓区：位于烈士亭东北。
- “文革”墓区：位于烈士亭西北。共有74座墓，主要安葬“文化大革命”期间大昭寺武斗中的死亡人员。

## 安葬人员
- 洛桑丹增：爱民模范
- 袁石生：反骚乱勇士
- 夏辅仁：原中共西藏自治区工委副书记兼日喀则分工委第一书记
- 洛桑慈诚：原中共西藏自治区委员会书记、西藏人民政府副主席
- 孔繁森：优秀共产党员、领导干部的楷模